# Philantomba
Philantomba  is een geslacht van evenhoevige zoogdieren uit de familie holhoornigen.

## Soorten
Het geslacht kent de volgende soorten:
- Philantomba maxwelli – Maxwells duiker
- Philantomba monticola – Blauwe duiker
- Philantomba walteri – Walters duiker